# Albert Dutens
Pour les articles homonymes, voir Dutens.
Michel Joseph Albert Dutens est un homme politique français né le 12 octobre 1800 à Louviers (Eure) et décédé le 5 septembre 1866 à Paris.

## Biographie
Auditeur au conseil d'État, puis sous-préfet de Nogent-le-Rotrou (Eure-et-Loir) de 1830 à 1833, il est nommé sous-préfet d'Abbeville (Somme) le 1er février 1833, poste qu'il occupe jusqu'en juin 1845. Cette année-là, il est nommé  maître des requêtes au Conseil d'État en service extraordinaire. Le 1er août 1846, il est élu député par le 4e collège de la Somme (Abbeville). Il siège à la Chambre des députés jusqu'à la Révolution de février 1848, dans la majorité soutenant les ministères de la Monarchie de Juillet. Après 1848, il rentre dans la vie privée et demeure à Paris, jusqu'à son décès, en 1866.
Il contracte mariage à Abbeville le 23 novembre 1836 avec Mlle Marie Amélie Hecquet d'Orval, fille de Jean Pierre Hecquet d'Orval, maire de Port-le-Grand (Somme).
Il est promu officier de la Légion d'honneur par décret du 30 avril 1843.
Il est reçu membre de la société d'émulation d'Abbeville le 5 avril 1833. Il compte parmi ses résidents jusqu'au 11 janvier 1849, puis devient correspondant. Il est  membre de la société de l'histoire de France de 1833 jusqu'à son décès.